# أسعار الرعاية الصحية في الولايات المتحدة
أسعار الرعاية الصحية في الولايات المتحدة الأمريكية، تصف العوامل السوقية وغير السوقية التي تحدد الأسعار، مع الأسباب المحتملة لارتفاع الأسعار عن البلدان الأخرى. تعدّ تكاليف الرعاية الصحية في الولايات المتحدة أعلى بمقدار الثلث أو أكثر مقارنة بحجم الاقتصاد (الناتج المحلي الإجمالي) بالمقارنة مع دول منظمة التعاون الاقتصادي والتنمية الأخرى. بلغت النفقات الصحية للفرد وفقًا لمراكز السيطرة على الأمراض والوقاية منها خلال عام 2015، ما يقرب من 10000 دولار في المتوسط، بإجمالي نفقات قدرها 3.2 تريليون دولار أو 17.8% من الناتج المحلي الإجمالي.
تشمل الأسباب التقريبية للاختلافات مع البلدان الأخرى: ارتفاع أسعار نفس الخدمات (أي ارتفاع سعر الوحدة) وزيادة استخدام الرعاية الصحية (أي زيادة الوحدات المستهلكة). تشمل الأسباب الأعمق ارتفاع التكاليف الإدارية وارتفاع نصيب الفرد من الدخل وتقليل تدخل الحكومة لخفض الأسعار. انخفض معدل التضخم السنوي في تكاليف الرعاية الصحية في العقود الأخيرة، إلا أنه بقي أعلى من معدل النمو الاقتصادي، ما أدى إلى زيادة مطردة في نفقات الرعاية الصحية بالنسبة إلى الناتج المحلي الإجمالي من 6% في عام 1970 إلى ما يقرب من 18% في عام 2015.

## طبيعة أسواق الرعاية الصحية

### التامين
يُغطى التأمين الصحي من قبل العديد من المصادر العامة والخاصة في الولايات المتحدة. بلغ إجمالي عدد سكان الولايات المتحدة حوالي 325 مليون نسمة خلال عام 2016، مع تامين 53 مليون شخص بعمر 65 عامًا وأكثر من خلال برنامج ميديكير الفيدرالي، بينما حصل 272 مليون شخص غير مؤسسي تحت سن 65 على تأمينهم من أصحاب العمل (155 مليون) أو من غير أصحاب العمل (90 مليون)، أو لم يحصلوا على تأمين (27 مليون). تلقى حوالي 15 مليون فرد عسكري تأمينًا من خلال إدارة المحاربين القدامى. تمتع 91.2% من الأمريكيين بتغطية التأمين الصحي خلال عام 2016. يقدر أن 27 مليون شخص تحت سن 65 هم غير مؤمن عليهم.

### مشاكل شفافية الأسعار
يفتقر سوق الرعاية الصحية عمومًا إلى أسعار شفافة قائمة على السوق، على عكس معظم أسواق خدمات المستهلك في الولايات المتحدة. لا يتمكن المرضى عادةً من مقارنة المتاجر بالخدمات الطبية بناءً على السعر، إذ لا يكشف مقدمو الخدمات الطبية عادةً عن الأسعار قبل الخدمة.
تؤثر برامج الرعاية الحرجة والتأمين الحكومي التي تفرضها الحكومة مثل ميديكير أيضًا على أسعار السوق للرعاية الصحية في الولايات المتحدة. تعدّ الولايات المتحدة «الرائدة عالميًا في الإنفاق الطبي، على الرغم من أن العديد من الدراسات قد خلصت إلى أن الأمريكيين لا يحصلون على رعاية أفضل» والأسعار هي الأعلى في العالم، وفقًا لصحيفة نيويورك تايمز في عام 2011.
لا يتمكن المرضى عمومًا في الصناعة الطبية الأمريكية من الوصول إلى معلومات التسعير إلا بعد تقديم الخدمات الطبية. وجدت دراسة أجرتها مؤسسة كاليفورنيا للرعاية الصحية، أن 25% فقط من الزوار الذين يطلبون معلومات التسعير تمكنوا من الحصول عليها في زيارة واحدة للمستشفى. أدى ذلك إلى ظهور ظاهرة تُعرف باسم «الفواتير الطبية المفاجئة» إذ يتلقى المرضى فواتير كبيرة للخدمة بعد فترة طويلة من تقديم الخدمة.
يمتلك أغلب الأمريكيين (85%) منهم تأمينًا صحيًا، لذا فإنهم لا يدفعون مباشرة مقابل الخدمات الطبية. تتفاوض شركات التأمين- بصفتها دافعة- على تسعير الرعاية الصحية مع مقدمي الخدمة نيابة عن المؤمن عليهم. كشفت المستشفيات والأطباء ومقدمو الخدمات الطبية الآخرون تقليديًا عن جداول الرسوم الخاصة بهم فقط لشركات التأمين ودافعي المؤسسات الآخرين، وليس للمرضى الأفراد. يُتوقع من الأفراد غير المؤمن عليهم الدفع مباشرة مقابل الخدمات، ولكن نظرًا لأنهم يفتقرون إلى الوصول إلى معلومات التسعير، فقد تقل المنافسة القائمة على الأسعار.
أدى إدخال التأمين عالي الخصم إلى زيادة الطلب على معلومات التسعير بين المستهلكين. تتضاءل قدرة الأفراد على الدفع مقابل الإجراءات المكلفة، نتيجة ارتفاع الخطط الصحية ذات الخصومات العالية في جميع أنحاء البلاد مع استيفاء حوالي 2500 دولار أو أكثر من العديد من الأفراد، وينتهي الأمر بالمستشفيات بتغطية تكلفة رعاية المرضى. تضع العديد من الأنظمة الصحية مبادرات لشفافية الأسعار وخطط الدفع لمرضاهم حتى يفهم المرضى بشكل أفضل التكلفة المقدرة لرعايتهم وكيف يمكنهم تحمل تكاليف رعايتهم بمرور الوقت.
تدعم منظمات مثل الجمعية الطبية الأمريكية والجمعية الأمريكية للمتقاعدين «التقييم العادل والدقيق لجميع خدمات الأطباء». تتوفر موارد قليلة جدًا، ومع ذلك، تسمح للمستهلكين بمقارنة أسعار الأطباء. ترعى الجمعية الطبية الأمريكية لجنة تحديث مقياس القيمة النسبية للمجتمع التخصصي، وهي مجموعة خاصة من الأطباء الذين يحددون إلى حد كبير كيفية تقييم عمل الطبيب في أسعار الرعاية الطبية. دعا رئيس مجلس النواب السابق نيوت جينجريتش إلى الشفافية في أسعار الأجهزة الطبية، مشيرًا إلى أنها أحد الجوانب القليلة في الرعاية الصحية الأمريكية التي «يُمنع فيها المستهلكون ومسؤولو الصحة الفيدراليون من مقارنة الجودة أو النتائج الطبية أو السعر».
أعلنت بعض شركات التأمين مؤخرًا عزمها على البدء في الكشف عن أسعار مقدمي الخدمة كطريقة لتشجيع خفض التكاليف. تتوفر خدمات أخرى لمساعدة الأطباء ومرضاهم، مثل أوت اوف بوكيت للرعاية الصحية، وأكورو لحلول الرعاية الصحية، التي توفر برنامج مسعّر الخدمة الخاص بهما. يستفيد السياح الطبيون من شفافية الأسعار على مواقع الويب مثل ميديغو وباينغ هيلث، والتي تقدم خدمات مقارنة أسعار المستشفيات وخدمات حجز المواعيد.
يسافر مئات الآلاف من الأمريكيين (من كاليفورنيا) إلى المكسيك سنويًا للحصول على خدمات الرعاية الصحية، وفقًا لتقديرات حكومة الولايات المتحدة.

### العناية المركزة بتكليف من الحكومة
يُطلب من مقدمي خدمات الطوارئ الطبية في الولايات المتحدة ومعظم الدول الصناعية الأخرى، معالجة أي مريض يعاني من حالة تهدد حياته، بغض النظر عن الموارد المالية للمريض. يتطلب قانون العلاج الطبي الطارئ والعمل النشط في الولايات المتحدة أن تعالج المستشفيات جميع المرضى الذين يحتاجون إلى رعاية طبية طارئة دون النظر في قدرة المرضى على الدفع مقابل الخدمة.
تضع هذه الرعاية التي فرضتها الحكومة عبئًا على مقدمي الخدمات الطبية، إذ يتوجب علاج المرضى المصابين بأمراض خطيرة والذين يفتقرون إلى الموارد المالية. يعوض مقدمو الخدمات الطبية هذه التكلفة عن طريق نقل التكاليف إلى أجزاء أخرى من النظام الطبي عن طريق زيادة الأسعار للمرضى الآخرين ومن خلال تحصيل الإعانات الحكومية.